# Fliegerführer 1
Fliegerführer 1 war die Bezeichnung einer Dienststellung bzw. einer Kommandobehörde auf Brigadeebene der deutschen Luftwaffe im Zweiten Weltkrieg.

## Geschichte
Die Dienststelle des Fliegerführers 1 wurde im August 1942 in Pleskau aufgestellt. Sie war der Luftflotte 1 unterstellt, die im Deutsch-Sowjetischen Krieg im Nordabschnitt der Front intervenierte. Sie wurde im Dezember 1943 in die 3. Fliegerdivision umgewandelt und im gleichen Monat bei der Luftflotte 6 im Mittelabschnitt der Ostfront neu aufgestellt. Anschließend nahm sie ab dem 22. Juni 1944 an der Abwehrschlacht der Heeresgruppe Mitte im Rahmen der sowjetischen Operation Bagration teil, bevor sie im Juli 1944 aufgelöst wurde.

## Fliegerführer
| Dienstgrad   | Name              | Datum                             |
| ------------ | ----------------- | --------------------------------- |
| Oberst       | Thorsten Christ   | August 1942 bis 15. Januar 1943   |
| Oberst       | Herbert Rieckhoff | 23. Januar 1943 bis 15. Juni 1943 |
| Generalmajor | Josef Punzert     | 1. Juli 1943 bis Juli 1944        |

## Unterstellung
| Unterstellung | von           | bis           |
| ------------- | ------------- | ------------- |
| Luftflotte 1  | August 1942   | Dezember 1943 |
| Luftflotte 6  | Dezember 1943 | Juli 1944     |

## Unterstellte Verbände
| 22. Juni 1944 | |
| ------------- | --- |
| 22. Juni 1944 | 12./Nahaufklärungsgruppe 12, 3./Nahaufklärungsgruppe 21, 4./Nahaufklärungsgruppe 31; Stab, 1., 2., 3. und 4./Nachtschlachtgruppe 2; 1. Ostfliegerstaffel (russ.); 1./Nachtschlachtgruppe 1 |